# Хайнрих фон Изенбург-Гренцау
Хайнрих фон Изенбург-Гренцау Стари (на немски: Heinrich von Isenburg-Grenzau; * 5 януари 1521/1522; † 1553) е граф и господар на Изенбург в Гренцау (1530 – 1552).
Той е син на Герлах IV фон Изенбург и съпругата му Анастасия фон Мьорс († пр. 24 октомври 1557). Брат е на Йохан V (1507 – 1556), архиепископ и курфюрст на Трир (1547 – 1556).

## Фамилия
Хайнрих се жени на 2 септември 1533 г. за Маргарета фон Вертхайм († 25 март 1538), дъщеря на граф Георг II фон Вертхайм (1487 – 1530), сестра на Михаел III фон Вертхайм (1529 – 1556).
- Йохан Хайнрих († 1565), женен на 22 август 1563 г. за Ерика фон Мандершайд-Шлайден († 1587)
- Салентин IX (1532 – 1610), архиепископ и курфюрст на Кьолн (1567 – 1577), граф на Изенбург-Гренцау (1577 – 1610), женен на 10 декември 1577 г. за Антония Вилхелмина д'Аренберг (1557 – 1626)
- Антон († 1548)
- Анастасия († 1558), омъжена на 28 август 1553 г. за граф Адолф фон Насау-Саарбрюкен (1526 – 1559)
- Маргарета († 1607), абатиса на Св. Урсула, Кьолн (1603 – 1607)